# Margareta Mureșan
Margareta Juncu, născută Margareta Mureșan, (n. 13 martie 1950, Cluj, România) este o jucătoare de șah română. A fost sfertfinalistă în turneul candidatelor din 1982.

## Biografie și carieră
Mare maestră internațională din 1982, Margareta Juncu a câștigat de trei ori campionatul României (în 1983, 1985 și 1987).

### Campionatele mondiale
În 1981 a câștigat turneul interzonal feminin de la Tbilisi, obținând 10,5 puncte din 14, ceea ce i-a asigurat calificarea în turneul candidatelor disputat în anul următor.
În 1982 a pierdut meciul din sferturile de finală ale candidatelor împotriva Semenovei, cu scorul de 4,5 la 6,5.
În 1985 a terminat pe locul opt în turneul interzonal de la Jeleznovodsk, cu 8 puncte din 15. Turneul interzonal a fost câștigat de Marta Litinska.

### Competiții pe echipe
Margareta Juncu a reprezentat România la șapte Olimpiade feminine, între 1978 și 1990, acumulând 40 de puncte în 70 de partide și câștigând trei medalii pe echipe.
- În 1982 a jucat la primul tabel și a obținut medalia de argint pe echipe.
- În 1984 și 1986 a evoluat tot la primul tabel și a câștigat medalia de bronz pe echipe.

După 1990, activitatea șahistă a Margaretei Juncu a scăzut treptat. Ultimele sale partide oficiale în șahul clasic datează din sezonul 2001/2002 al campionatului național pe echipe al României. De atunci, ea nu a mai participat la competiții oficiale și figurează ca inactivă în evidențele Federației Internaționale de Șah (FIDE).
În paralel cu activitatea în șahul clasic, Margareta Juncu a fost și o jucătoare de șah prin corespondență, reprezentând România la prima olimpiadă feminină de șah prin corespondență, desfășurată între 1974 și 1979.